# Baeotis creusis
Baeotis creusis is een vlindersoort uit de familie van de prachtvlinders (Riodinidae), onderfamilie Riodininae.
Baeotis creusis werd in 1874 beschreven door Hewitson.